# 寺門亜衣子
寺門 亜衣子（てらかど あいこ、1985年8月19日 - ）は、NHKのアナウンサー。

## 略歴
茨城県出身。父親の仕事の関係で転居が多く、小学校を4回転校し、東京でも過ごし、9歳から12歳までアメリカ・ワシントンD.C.で生活した。英語が得意になり、またアメリカで学校の放送部で活動したことをきっかけにアナウンサーを志望するようになった。水戸市立第二中学校、茨城高等学校卒業。高校在学中は吹奏楽部で活動し3年生の時に「第9回東関東吹奏楽コンクール」で銅賞を受賞した。
早稲田大学在学中にフジテレビやテレビ朝日アスクの就職セミナーなどを受講し、『BSフジNEWS』に第10期学生キャスターとして2006年1月から7月まで出演した。早稲田大学政治経済学部卒業。
2008年、NHKに入局。初任地は山形。山形放送局時代の担当番組は後節で解説。
2011年度、札幌放送局に異動。札幌放送局時代の担当番組は後節で説明。
2013年度、東京アナウンス室に異動。情報番組『あさイチ』でリポーター、『ニュース シブ5時』（2015年3月30日 - 2018年9月7日）ではキャスターを務めた。その後、産休・育休を取得。
2023年4月に復帰し、2024年3月まで『NHKニュースおはよう日本』を担当し、現在は『首都圏ネットワーク』と『ファミリーヒストリー』を担当している。→#東京アナウンス室時代（2013年度 - ）、#現在の担当番組

## 特技・趣味など
- 特技：英語。
- 趣味：テコンドー（有段者。入門は2019年[4]）、読書、ドラマや映画の鑑賞、部屋の模様替えなど。
- 好きな食べ物：納豆、寿司、ベーグルなど。

## 私生活
2018年7月、NHKの報道局に所属する先輩職員と結婚。子供が2人。

## 現在の担当番組
- あさイチ（リポーター：2025年4月 - ）
- ファミリーヒストリー（司会：2023年4月 - ）[6]

## 過去の担当番組

### 学生時代（NHK入局前）
- BSフジNEWS（2006年1月 - 7月）

### 山形放送局時代（2008年度 - 2010年度）
- 山形県のニュース・中継・リポート
- 着信御礼!ケータイ大喜利（2009年2月21日深夜・6月6日・2010年1月1日深夜）
- 生活ほっとモーニング「発見!とっておきの旅 彩りの城下町 あなたと私の米沢」（2009年11月12日）
- 生中継 ふるさと一番!
- やまがたニュースアイ（キャスター、2010年4月 - 2011年3月）
- 今夜はなまらナイトシリーズ
- 第14回 熱血!オヤジバトル「東日本ブロック予選」（2011年2月11日）

### 札幌放送局時代（2011年度 - 2012年度）
- GenerationH　♂と♀（2012年1月27日）
- ネットワークニュース北海道（2011年4月4日 - 2013年3月29日）
- お元気ですか日本列島（2012年4月 - 2013年3月、北海道内ニュース担当）
- NHKニュース&ロンドンオリンピック（2012年8月4日 - 8月12日）
- NHKニュースおはよう日本（2012年10月1日 - 10月5日、上條倫子の夏休みに伴う代理キャスター）

### 東京アナウンス室時代（2013年度 - ）
- あさイチ（リポーター、2013年4月 - 2014年3月26日）
- ギャクテン教室[7]（2013年8月19日）
- ザ旬芸人グランプリ ニコジャッジ（アシスタント、2013年8月31日深夜）
- NHKニュースおはよう日本（2013年8月31日 - 9月1日、9月7日 - 9月8日、江崎史恵の夏休みに伴う代理キャスター）
- おめでとう日本列島2014（2014年1月1日、NHKラジオ第1放送、元日特別番組ディスクジョッキー）
- NHKニュースおはよう日本（江崎史恵のソチオリンピック開催に伴う平日出演による代理キャスター）（2014年2月8日・2月9日・2月15日・2月16日）
- ニュースで英会話（代理）（2014年3月6日・3月20日）
- NHK BSニュース（2014年3月18日、徹宵番）
- NHKニュースおはよう日本（平日 6:30 - 7:45台 鈴木奈穂子の代理キャスター）（2014年8月25日 - 8月29日、9月1日 -　9月5日）
- NHKニュースおはよう日本・関東甲信越（鈴木奈穂子の代理キャスター）（2014年8月25日 - 8月29日、9月1日 -　9月5日）
- NHKニュースおはよう日本（キャスター：5:00 - 6:25）（2014年3月31日 - 2015年3月27日）[8]、曜日別コーナー（月・火・木、7:35頃）
- ニュース シブ5時 キャスター（2015年3月30日 - 2018年9月7日）
- ラジオニュース（午後8時 - 翌日午前8:30まで：ニュースシブ5時の休止中、不定期で夜勤シフトで担当することがある）
- Nスペ5min. 新・映像の世紀 第4集  世界は秘密と嘘に覆われた（ナレーション・2016年1月23日）
- ETV特集  最強ソフトVS個性派棋士 〜激闘 電王戦二番勝負~（サブナレーション・2016年7月16日）
- 関口知宏のヨーロッパ鉄道の旅（BSプレミアム） - ナレーション
  - ハンガリー編（2016年9月10日）
  - 日めくり版 ハンガリー編（2016年12月26日 - 28日、2017年1月5日 - 13日）
- 第67回NHK紅白歌合戦（ラジオ中継）（2016年12月31日）
- NHKニュース7（井上あさひ休暇に伴うサブキャスター）（2017年8月5日、6日、12日、13日、19日、20日、2018年1月27日、28日）
- ニュース845（2017年8月11日）
- しあわせニュース（2017年12月31日） - 司会
- 第51回NHK福祉大相撲・お楽しみ歌くらべ（2018年2月18日・司会）
- NHKニュースおはよう日本（土曜・日曜・祝日キャスター：2023年4月8日 - 2024年3月31日）[6]
- 1ミリ革命 みんなでローカルグッド（司会：2023年4月 - 2024年3月）
- 首都圏ネットワーク（メインキャスター）（月曜 - 木曜：2024年4月1日 - 2025年3月27日）
- 茨城県のニュース（水戸放送局への応援）（2024年10月11日、12月6日） ※10月11日のお昼のニュースは、同日の『列島ニュース』でも全国放送。

## 同期のアナウンサー
※は地デジ大使。
- 魚住優※（中途採用）
- 片山千恵子※
- 二宮直輝
- 狩野史長
- 小西政親（営業職からアナウンサー転身2004年入局）
- 早坂隆信
- 三輪秀香